# ハーバート・ロム
ハーバート・ロム（Herbert Lom、1917年9月11日 - 2012年9月27日）はオーストリア＝ハンガリー帝国のプラハ生まれの俳優。本名Herbert Charles Angelo Kuchačevič ze Schluderpacheru。
1930年代後半から1990年代前半まで、イギリス中心に多くの映画に出演し、個性派俳優として活躍した。『ピンク・パンサー』シリーズのドレフュス主任警部役で知られる。

## 経歴
1937年、チェコ映画でデビュー。1939年にイギリスに移住し、個性派俳優としてイギリスはじめヨーロッパ各国、アメリカの映画に出演する。1956年の映画『戦争と平和』ではナポレオンを演じた。1962年の『オペラの怪人』では主役の怪人ファントムを、1970年の『ドラキュラ／吸血のデアボリカ』ではヴァン・ヘルシングを演ずるなど、ホラー映画の分野でも活躍した。
1964年、『ピンク・パンサー』シリーズ第2作となるアメリカ映画『暗闇でドッキリ』にピーター・セラーズ演ずるクルーゾー警部の上司ドレフュス役で出演する。クルーゾーの言動に悩まされ精神に異常をきたす役柄を怪演して人気を博し、以降のシリーズ作品すべてにレギュラー出演した。第4作『ピンク・パンサー3』でのドレフュスは世界征服を企む大組織のボスとなり、セラーズとW主演級の活躍を残した。シリーズはセラーズの死後も継続し、ロムも最終作『ピンク・パンサーの息子』（1993年）まで計7度出演した。同作を最後に映画出演は途絶え、テレビへの出演記録が僅かに残っていた。
2012年9月27日に死去。95歳没。

## 主な出演作品
- 街の野獣 Night and the City（1950）
- 戦争と平和 War and Peace（1956）
- マダムと泥棒 The Ladykillers（1955）
- スパルタカス Spartacus （1960年）
- エル・シド El Cid（1961）
- SF巨大生物の島 Mysterious Island（1961）
- 殴り込み愚連隊 The Frightened City（1961）
- オペラの怪人 The Phantom of the Opera（1962）
- 暗闇でドッキリ A Shot in the Dark（1964）
- アンクル・トム Onkel Toms Hütte（1965）
- 死刑台への招待 Return from the Ashes（1965）
- 泥棒貴族 Gambit（1966）
- ドリアン・グレイ/美しき肖像 Dorian Gray（1970）
- 残酷!女刑罰史 Mark of The Devil（1970）
- ドラキュラ／吸血のデアボリカ Count Dracula（1970）
- そして誰もいなくなった And Then There Were None（1974）
- ピンク・パンサー2 The Return of the Pink Panther（1975）
- ピンク・パンサー3 The Pink Panther Strikes Again（1976）
- ピンク・パンサー4 Revenge of the Pink Panther（1978）
- ピンク・パンサーX Trail of the Pink Panther(1982)
- ピンク・パンサー5 クルーゾーは二度死ぬ Curse of the Pink Panther（1983）
- デッドゾーン The Dead Zone（1983）
- ロマンシング・アドベンチャー/キング・ソロモンの秘宝 King Solomon's Mines（1985）
- デス・リバー／失なわれた帝国 River of Death（1989）
- デモンズ4 La Setta（1991）
- ピンク・パンサーの息子 Son of the Pink Panther（1993）
- ミス・マープル 牧師館の殺人 MARPLE: THE MURDER AT THE VICARAGE（2004）テレビ映画

## 日本語吹き替え声優
- 内海賢二：『戦争と平和』(テレビ朝日版) - ナポレオン・ボナパルト ：『暗闇でドッキリ』(テレビ東京版) ：『ピンク・パンサー2』(ソフト版) ：『ピンク・パンサー3』：『ピンク・パンサー4』 - ドレフュス主任警部：『ロマンシング・アドベンチャー/キング・ソロモンの秘宝』(テレビ朝日版) - ボックナー大佐
- 金尾哲夫：『戦争と平和』(ソフト版) - ナポレオン・ボナパルト
- 北村弘一：『スパルタカス』(テレビ版) - ティグラネス
- 内田直哉：『スパルタカス』(ソフト版) - ティグラネス
- 今西正男：『エル・シド』 - ベン・ユサフ
- 寺島幹夫：『SF巨大生物の島』 - ネモ船長
- 西田昭市：『暗闇でドッキリ』(テレビ朝日版) - ドレフュス本部長
- 大木民夫：『そして誰もいなくなった』 - エドワード・アームストロング
- 山内雅人：『ピンク・パンサー2』(テレビ版) - ドレフュス主任警部
- 宮田光：『ピンク・パンサー5 クルーゾーは二度死ぬ』 - ドレフュス主任警部
- 内田稔：『デッドゾーン』 - ウイザック医師
- 佐々木梅治：『ロマンシング・アドベンチャー/キング・ソロモンの秘宝』(テレビ東京版) - ボックナー大佐
- 石田太郎：『デス・リバー／失なわれた帝国』 - リカルド・ディアズ署長
- 村松康雄：『ミス・マープル 牧師館の殺人』 - デュフォス教授